# Plan Fugu
Pour les articles homonymes, voir Fugu (homonymie).
Le plan Fugu (en japonais 河豚計画, Fugu keikaku) est le nom donné ultérieurement par des historiens à un projet préparé dans les années 1930 dans le Japon impérial afin d'installer des réfugiés juifs fuyant l'Europe occupée par les nazis, dans des territoires occupés par les Japonais en Asie continentale, pour le bénéfice du Japon. Ce plan a d'abord été discuté en 1934, puis finalisé en 1938 à la « Conférence des cinq ministres », mais la signature du Pacte tripartite en 1941, ainsi que plusieurs autres évènements, ont empêché sa mise en œuvre.
L'abandon du plan Fugu n'a pas empêché l'exode de juifs vers le Japon. Durant l'été 1940, le diplomate néerlandais Jan Zwartendijk et le diplomate japonais Chiune Sugihara émettent quelques milliers de visas permettant aux familles juives de traverser l'URSS grâce à un visa de transit japonais pour rejoindre Curaçao.

## Nom
En 1939, le capitaine Koreshige Inuzuka compare les juifs à des poissons fugu : « c'est très délicieux mais à moins que vous ne sachiez bien le cuisiner, cela peut s'avérer fatal ».  En raison de cette comparaison, le plan fut nommé ultérieurement « plan Fugu » en 1979 par les auteurs Marvin Tokayer et Mary Swartz.

## Contexte

### Point de vue japonais sur les Juifs
Les Protocoles des Sages de Sion est un livre écrit en 1903 par la police secrète russe et traduit en japonais en 1924. Cette mystification est présentée comme un texte écrit par des juifs pour conquérir le monde et contient de nombreux préjugés antisémites. Lors de l'intervention en Sibérie, Norihiro Yasue et Koreshige Inuzuka découvrent cet ouvrage et l'importent au Japon. Avant cela, en raison d'une politique isolationniste, le Japon connait mal la population juive. Le seul exemple est Jacob Schiff, qui a aidé financièrement le pays lors de la guerre russo-japonaise (1904-1905), remportée par le Japon.
Sur la base de ce livre, Yōsuke Matsuoka, président de la Société des chemins de fer de Mandchourie du Sud, et Yoshisuke Aikawa, à la tête de la compagnie du développement industriel de Mandchourie, ont l'idée d'installer des milliers de réfugiés juifs au Mandchoukouo, afin de capitaliser sur leurs compétences techniques, financières et managériales. Ils publient leur idée en 1934 dans un article intitulé « Un projet pour installer cinquante mille juifs allemands au Mandchoukouo », soutenu par Nobusuke Kishi alors employé au ministère du Commerce et de l'Industrie.
Le plan aurait également permit de redorer l'image du Japon auprès du président des États-Unis Franklin Roosevelt et de renforcer la sphère de coprospérité de la Grande Asie orientale.

### Communauté juive en Chine
Sous la direction de Abraham Kaufman (en) et du rabbin Aaron Kiseleff, une grande communauté de juifs russes habitait déjà à Harbin et dans les villes alentours (plus de 13000) en raison de la volonté du tsar Nicolas II de « russifier » la Mandchourie puis en raison des pogroms en Russie. Après la révolution russe en 1917, de nombreux Russes blancs — dont beaucoup étaient antisémites et pensaient que les juifs avaient soutenu la révolution — se sont enfuis vers la Chine.
Mais, après l'enlèvement et le meurtre de Simon Kaspé (en), les habitants ont protesté contre le vice-ministre des Affaires étrangères Mamoru Shigemitsu pour dénoncer la maltraitance envers la population juive de Harbin et de Shanghaï. De plus, de nombreux juifs commencèrent à quitter la Mandchourie ; Norihiro Yasue a alors tenté de se rapprocher de Kaufman pour convaincre sa communauté de rester.

## Mise en place

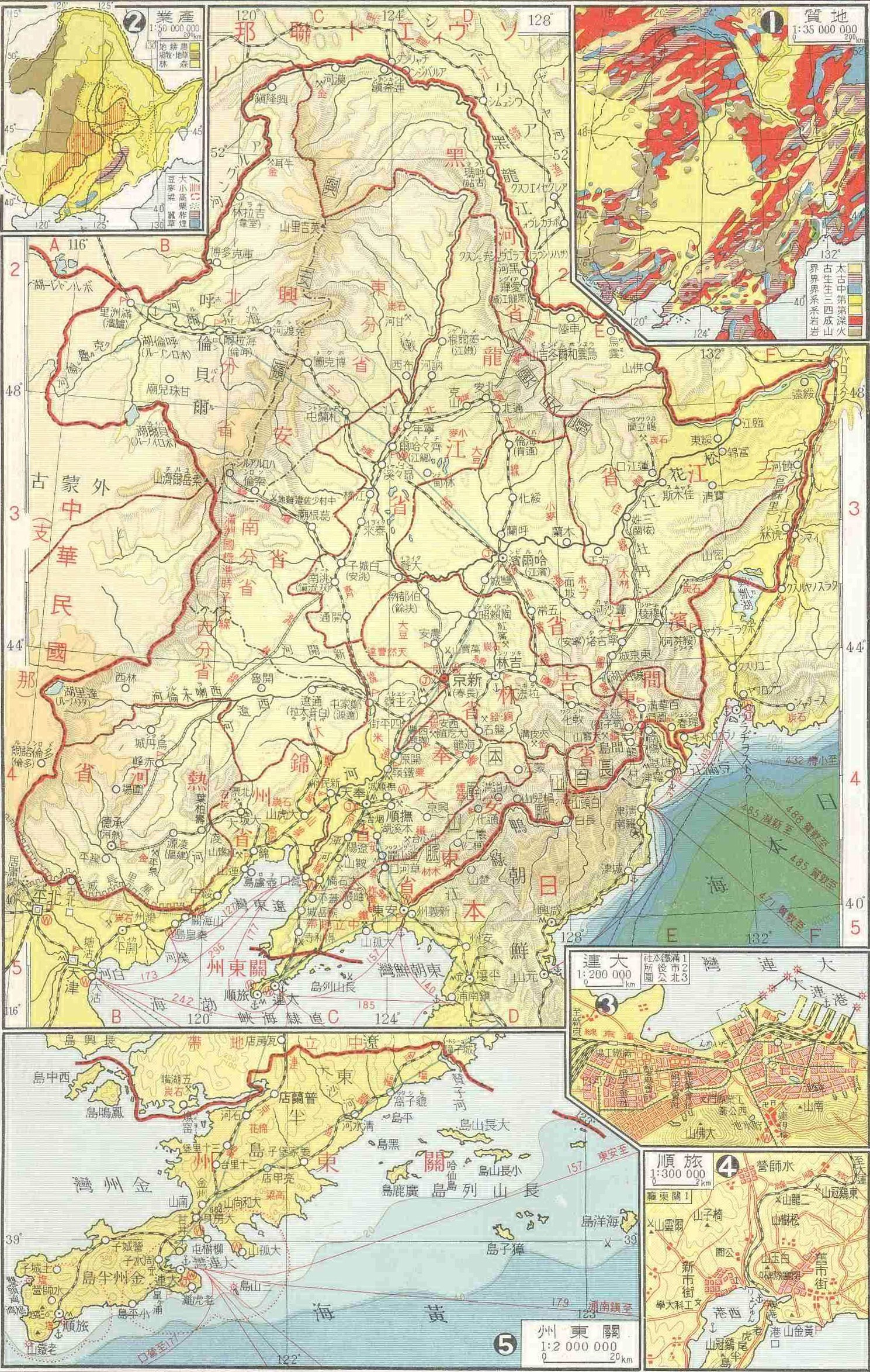
Carte japonaise de la Mandchourie.

Le 5 décembre 1938, la « Conférence des Cinq Ministres » réunit les personnes les plus importantes du Japon, après l'empereur Hirohito : Fumimaro Konoe (Premier ministre), Hachirō Arita (Ministre des Affaires étrangères), Seishirō Itagaki (Ministre des Armées), Mitsumasa Yonai (Ministre de la Marine) et Ikeda Shigeaki (Ministre des Finances et Ministre du Commerce et de l'Industrie). La grande majorité était antisémite et pro-nazie, donc contre l'implantation d'une communauté juive en Mandchourie. Finalement, Ikeda et Itagaki ont convaincu le reste des ministres qu'ils pouvaient contrôler cette population.
Dès 1939, les « experts juifs » commencent à mettre en place le plan. Koreshige Inuzuka développe les relations avec la population ashkénaze, partiellement convaincue par les conférences de Kaufman, et Yōsuke Matsuoka engage Setsuzo Kotsuji (en), un Japonais parlant hébreu, dans le département des relations publiques de la société des chemins de fer de Mandchourie du Sud. Yasue, de son côté, continue d'améliorer sa relation avec Kaufman pour le convaincre que le gouvernement japonais ne fait pas de discrimination.
En mars 1939, Lew Zikman « préoccupé par le sort des juifs en Europe » demande une estimation du prix pour faire venir six cents d'entre eux au Mandchoukouo ; Inuzaka propose plutôt d'en faire venir trois mille. Le lieu de leur installation n'est pas encore décidé (Yasue préférant Manchukuo, Ishiguro et Inuzuka proposant Shangaï) mais il est certain que la communauté juive aura une autonomie totale sur les plans religieux, culturels et éducatifs, le reste étant géré entièrement par les Japonais. Finalement, le coût s'élève à deux cents millions de yens (ou cent millions de dollars). Ce montant comprend l'installation des juifs (estimée à douze millions de yens) et l'achat de matériaux aux États-Unis.
Aux États-Unis, Mitsuzo Tamura est chargé d'influer sur la position de la communauté juive américaine au sujet du Japon. Pour cela, il prend contact avec plusieurs juifs, dont Franz Hirschland, un ami de Stephen Wise le président du Congrès juif américain, et Ernst Grunebaum, beau-frère d'Hirschland et membre du Congrès juif mondial.

## Abandon
Après la signature du pacte anti-Komintern en novembre 1936 entre l'empire du Japon et l'Allemagne nazie, l'accueil des juifs est considéré comme contre-productif par les autorités japonaises.
En 1939, les juifs qui habitaient déjà à Shangaï commencent à se rebeller, en raison du fait qu'ils pensaient ne plus y avoir de place dans la ville. Zikman reçoit une lettre de Stephen Wise lui disant « qu’il est totalement vicieux de la part des juifs de soutenir le Japon, une nation aussi véritablement fasciste que l’Allemagne ou l’Italie ». Wise rencontre Mitsuzo Tamura à New York mais n'est pas convaincu. Il ne répond pas non plus aux invitations à visiter le Japon. De plus, une grande partie du gouvernement restait pro-nazie. En juin 1940, Wise indique tout de même qu'il est prêt à envisager le plan japonais si le département d'État des États-Unis l'approuve.
En juillet 1940, Yōsuke Matsuoka devient ministre des Affaires étrangères et consolide les alliances militaires avec l'Allemagne et l'Italie. Le pacte tripartite signé en septembre 1940 met ensuite fin au plan Fugu, qui est définitivement enterré après l'attaque de Pearl Harbor en décembre 1941, à partir de laquelle toute possibilité d'apaisement entre les États-Unis et le Japon devient impossible . En 1940, Yasue est démis de ses fonctions puis quitte l'armée en raison de ses opinions pro-sémites.

## Fuite des Juifs vers le Japon
|                                  |  |  |
| Zwartendijk et Sugihara en 1941. |  |  |

Malgré l'abandon du plan Fugu, de nombreux juifs ont réussi à fuir l'Europe avec l'aide de Chiune Sugihara, vice-consul du Japon, et Jan Zwartendijk, consul des Pays-Bas, tous deux à Kaunas, en Lituanie.

### Demandes de visa
En 1940, des milliers de Juifs tentent de fuir l'Allemagne nazie et ses alliés. Pour cela, ils se réunissent à Kaunas en Lituanie afin d'obtenir un visa néerlandais de la part du consul Jan Zwartendijk pour aller vers l'île de Curaçao où seule l'autorisation du gouverneur était nécessaire pour entrer dans le pays, ce qui permettait aux diplomates de tamponner les passeports avec l'accord de l'ambassadeur néerlandais aux pays baltes L.P.J. de Decker (nl). Afin de quitter l'Europe, Chiune Sugihara, vice-consul japonais, leur fournit des visas de transit vers le Japon, leur permettant de traverser l'URSS à bord des trains transsibériens. Les deux hommes agissent alors contre la volonté de leurs gouvernements.
Entre juillet et août 1940, date butoir imposée par l'URSS aux gouvernements étrangers pour quitter la Lituanie après son annexion, les deux diplomates ont tamponné plus de 2 140 visas, correspondant à environ 6 000 personnes. Il est cependant difficile d'estimer le nombre de personnes sauvées car la quantité de visas réellement utilisés pourrait être inférieure,.

### Arrivée au Japon
Une fois munis de leurs visas, les milliers de Juifs ont pu rejoindre le Japon pour s'installer à Kobe, où la grande communauté juive les a accueillis. Bien que la durée originale des visas était de 10 jours, la communauté juive, avec le soutien de Setsuzo Kotsuji (en) qui avait travaillé avec le ministre des Affaires étrangères Yōsuke Matsuoka, a obtenu le prolongement de la période de transit,.
Après l'attaque de Pearl Harbor, les réfugiés juifs encore dans le pays sont transférés à Shanghai, toujours dans l'idée d'aider à la conquête de la Chine grâce à leurs compétences. En même temps cessent les aides financières de la HIAS et de la American Jewish Joint Distribution Committee, qui avaient permis à de nombreux réfugiés de payer le voyage jusqu'au Japon et de vivre à Kobe ou à Tsuruga.

## Postérité
Après la guerre, Jan Zwartendijk a été blâmé par le ministère néérlandais des Affaires étrangères et Chiune Sugihara a été forcé de démissionner en avril 1947. Il faut attendre plusieurs années avant qu'ils ne soient réhabilités. Shugihara est devenu Juste parmi les nations en 1985, et Zwartendjik en 1997 à titre posthume. Le nom de Norihiro Yasue est inscrit dans le livre d'or du Fonds national juif, au même tite que Kiichirō Higuchi.
En 1979, Marvin Tokayer et Mary Schwartz publient Histoire inconnue des Juifs et des Japonais pendant la Seconde guerre mondiale : le plan Fugu qui retrace l'histoire du plan ainsi que le sauvetage de milliers de Juifs par Sugihara et Zwartendijk, en s'appuyant sur des documents de Michael Kogan (en), de Hideaki Kase, le fils du secrétaire du ministre des Affaires étrangères de l'époque Yōsuke Matsuoka, et des descendants des différents architectes du plan Fugu.
Actuellement, on recense environ 3 400 Juifs en Chine et 1 400 au Japon .

### The fugu plan
1. ↑  Tokayer et Schwartz 1979, p. 47.
2. ↑  Tokayer et Schwartz 1979, p. 44-46.
3. ↑  Tokayer et Schwartz 1979, p. 54-55.
4. ↑  Tokayer et Schwartz 1979, p. 56-58.
5. ↑  Tokayer et Schwartz 1979, p. 60.
6. ↑  Tokayer et Schwartz 1979, p. 65-66.
7. ↑  Tokayer et Schwartz 1979, p. 68-70.
8. ↑  Tokayer et Schwartz 1979, p. 67.
9. ↑  Tokayer et Schwartz 1979, p. 70-71.
10. ↑  Tokayer et Schwartz 1979, p. 73.
11. ↑  Tokayer et Schwartz 1979, p. 77-78.
12. ↑  Tokayer et Schwartz 1979, p. 79.
13. ↑  Tokayer et Schwartz 1979, p. 30.
14. ↑  Tokayer et Schwartz 1979, p. 11-12.